# Torquay United F.C.
Torquay United Football Club – angielski klub piłkarski z siedzibą w Torquay, grający obecnie w Conference South. Ich lokalnymi rywalami są dwa inne profesjonalne kluby z hrabstwa Devon: Exeter City i Plymouth Argyle, a także Yeovil Town z hrabstwa Somerset.

## Rekordowe transfery
Najdroższy zakup
- Leon Constantine z Peterborough United za £75,000 Grudzień 2004[1]

Najdroższa sprzedaż
- Rodney Jack (Rodney Jack) do Crewe Alexandra za £650,000 Maj 1998

Inne znaczące transfery do klubu
- Eifion Williams (Eifion Williams(inne języki)) z Barry Town za £70,000 Marzec 1999
- Robin Stubbs (Robin Stubbs(inne języki)) z Birmingham City za £6,000 1963

Inne znaczące transfery sprzedaży
- David Graham (David Graham(inne języki)) do Wigan Athletic za £215,000 Sierpień 2004[2]
- Colin Lee (Colin Lee(inne języki)) do Tottenham Hotspur za £60,000 1978/79
- Lee Sharpe (Lee Sharpe) do Manchester United za £180,000 Maj 1988
- Matthew Gregg (Matt Gregg(inne języki)) do Crystal Palace za £400,000 Październik 1998